# Нови-Сад (хоккейный клуб)
«Нови-Сад» (серб. Нови Сад) — бывший сербский хоккейный клуб из города Нови-Сад. Основан в 1998 году. Расформирован в 2009 году. Выступал в Сербской хоккейной лиге.

## История
Хоккейный клуб «Нови-Сад» был создан в 1998 году. Команда дважды играла в финале Сербской хоккейной лиги. В сезоне 1998/99 команда уступила хоккейному клубу «Войводина» со счётом 2:0, а в сезоне 2007/09 — «Партизану» со счётом 3:0. Клуб провёл два сезоне в Паннонской лиге. В 2009 году команда была расформирована.

## Достижения
- Чемпионат Сербии по хоккею:
  - Серебряный призёр (2)  : 1999, 2008